# Obersiebenbrunn
Obersiebenbrunn – gmina targowa w Austrii, w kraju związkowym Dolna Austria, w powiecie Gänserndorf. Według Austriackiego Urzędu Statystycznego liczyła 1 693 mieszkańców (1 stycznia 2014).